# Хюга-Мару
Хюга-Мару (Hyuga Maru) — судно, яке під час Другої світової війни взяло участь у операціях японських збройних сил на Алеутських островах, в архіпелазі Бісмарка та на Каролінських островах.

## Загальна інформація
Хюга-Мару спорудили в 1942 році на верфі Osaka Tekkosho як океанський траулер для компанії Nippon Suisan.
Вже 9 травня 1942-го судно реквізували для потреб Імперського флоту Японії.

## Операції на Алеутських островах
22—30 червня 1942-го Хюга-Мару пройшло з Куре на Шумшу (Курильські острови), а 11 липня перейшло звідти на Парамушир. 25—30 липня судно пройшло на Киску — один з двох островів на заході Алеутського архіпелагу, захоплених японцями на початку червня в межах мідвейсько-алеутської операції. Тут Хюга-Мару перебувало майже до кінця серпня та провадило забезпечення інших кораблів паливом, прісною водою та продовольством. Крім того, 3—5 серпня Хюга-Мару допомагало (забезпечення енергією, розвантаження) пошкодженому транспорту «Кано-Мару», а потім разом з переобладнаним канонерським човном «Хіно-Мару №2» перемістило «Кано-Мару» до місця, де його поставили на якір як плавучий причал.
29 серпня — 18 вересня 1942-го Хюга-Мару здійснило рейс до Шумушу (тут судно перебувало з 1 по 14 вересня) та назад на Киску. 22 вересня судно разом з переобладнаним канонерським човном «Фукуєй-Мару №10» намагалось в умовах шторму допомогти «Кано-Мару», проте останнє все-таки було викинуте хвилями на рифи та остаточно втрачене.
23 вересня — 2 жовтня 1942-го Хюга-Мару пройшло з Киски до Йокосуки.

## Походи до архіпелагу Бісмарка
14—24 жовтня 1942-го Хюга-Мару перейшло з Йокосуки на атол Трук у центральній частині Каролінських островів (тут ще до війни створили потужну базу японського ВМФ, з якої до лютого 1944-го провадились операції в цілому ряді архіпелагів), а 6—11 листопада разом зі ще двома транспортами пройшло звідси до Рабаула (головна передова база в архіпелазі Бісмарка, з якої здійснювались операції на Соломонових островах та сході Нової Гвінеї). 4 грудня корабель повернувся до Йокосуки.
15—26 грудня 1942-го Хюга-Мару знову здійснило перехід на Трук, а на початку січня 1943-го удруге відвідало Рабаул. 12—13 січня корабель перейшов у район Кавієнгу (друга за значенням японська база в архіпелазі Бісмарка, розташована на північному завершенні острова Нова Ірландія), де передав продовольство на два важкі крейсери. 19—29 січня Хюга-Мару пройшло з Кавієнгу до Йокосуки.

## Останній рейс
11 лютого 1943-го Хюга-Мару знову попрямував на Трук у конвої № 3211. 16 лютого в районі за три десятки кілометрів на південний схід від острова Агріхан (північна група Маріанських островів) американський підводний човен USS Flying Fish випустив по Хюга-Мару чотири торпеди, дві з яких влучили в ціль. За пів години Хюга-Мару затонув. Загинуло 4 члена екіпажу, інших моряків підібрали й доставили на Паган (Маріанські острови).